# Laurentius Schlemmer
Laurentius Schlemmer (* 1753 in Dingolfing; † 8. September 1813 in Alburg) war ein deutscher Komponist geistlicher Musik in der Mozart-Zeit.

## Leben
Geboren wurde Schlemmer vermutlich am 4. August 1753 in Dingolfing als Sohn des Tagwerkers Johann und seiner Frau Elisabeth Schlemmer, weil er am 5. desselbigen Monats, wie damals üblich, dort getauft wurde.
Vermutlich war Schlemmer Schüler bei Michael Haydn in Salzburg; zumindest lässt sein Stil Parallelen zur Salzburger Dommusik ziehen. Am 27. Oktober 1794 heiratete Schlemmer Anna Ellinger, er war zu dieser Zeit als Schullehrer in Alburg beschäftigt und starb am 8. September 1813 auch dort an Gedärmebrand.

## Werke
Seine kirchenmusikalischen Werke entsprachen der Aufführungspraxis seiner Zeit. Darum sind z. B. Stellen in Credo-Vertonungen Schlemmers gekürzt (beispielsweise in der Missa solennis)
Schlemmers Werk wird nur gelegentlich aufgeführt und wird wegen seiner oftmals starken liturgischen Kürzungen seit dem Caecilianismus von vielen Kirchenmusikern für „unbrauchbar“ gehalten.
Von ihm stammen
- 13 verschiedene Messen
- 6 Litaneien
- 5 Vespern („Dixit Dominus“)
- 1 Miserere